# Akihito al Japoniei
Akihito (明仁?) (n. 23 decembrie 1933, Tokyo, Japonia) este fostul împărat al Japoniei (anii de domnie 1989-2019) și, potrivit tradiției, cel de-al 125-lea împărat descendent în linie directă din împăratul Jimmu Tenno. Constituția japoneză din 1947 i-a limitat rolul la cel de „simbol al statului și al unității poporului japonez”. Înainte de accesiunea sa la tronul Crizantemei, a fost prinț moștenitor timp de 46 de ani din 1952 până în 1989.

## Biografie

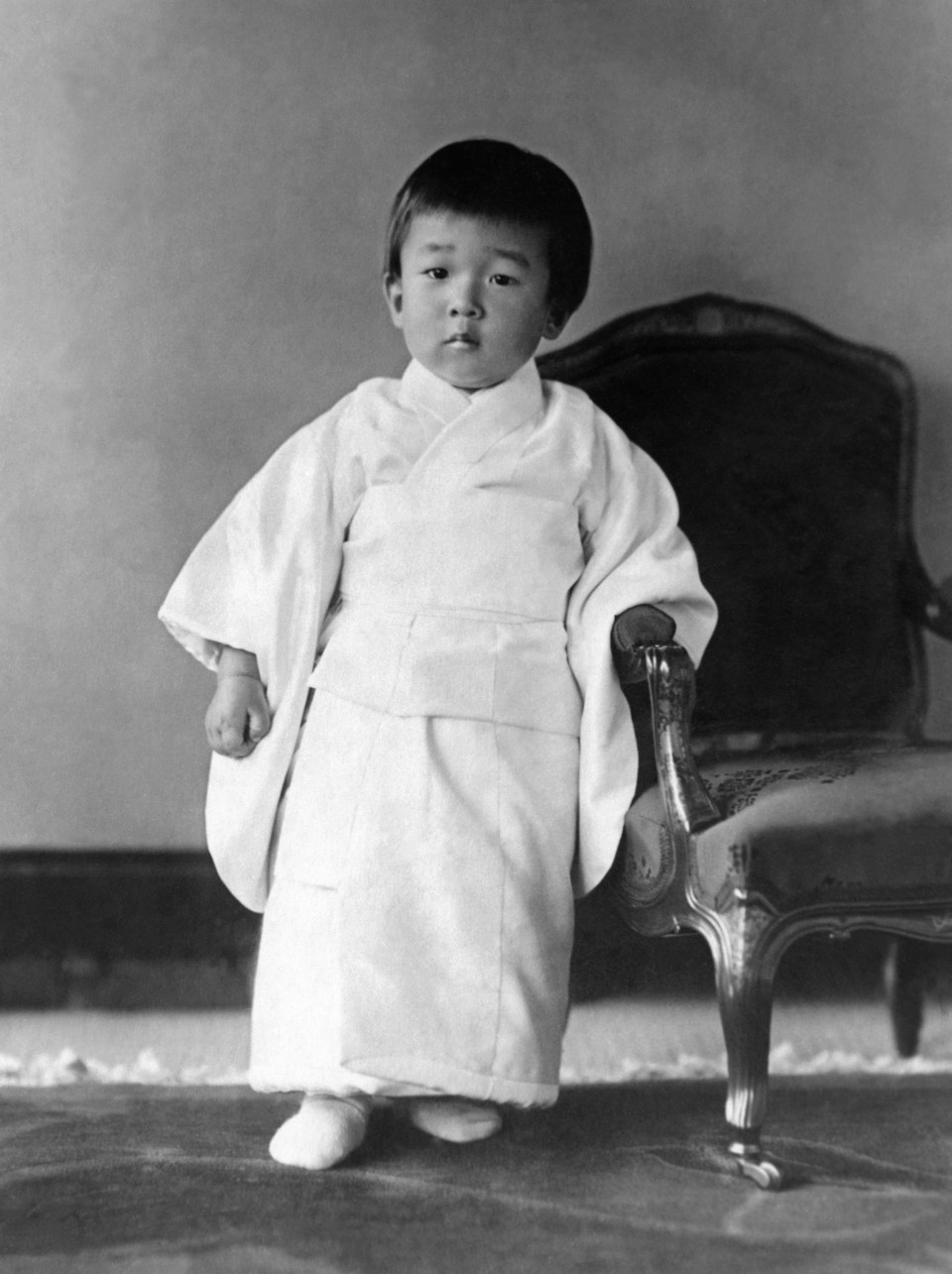
Akihito la vârsta de doi ani.

Akihito este cel mai mare fiu și al cincilea copil al împăratului Shōwa (Hirohito) și al împărătesei Nagako (Kōjun). A fost educat și crescut cu tutori particulari și a urmat școala Gakushuin din 1940 până în 1952.
 
Spre deosebire de predecesorii săi din familia imperială, la cererea tatălui său, nu a primit comision în calitate de ofițer de armată. În timpul bombardamentului american de la Tokyo din martie 1945, Akihito împreună cu fratele său mai mic, prințul Masahito, au fost evacuați din oraș. În timpul ocupației americane de după cel de-Al Doilea Război Mondial, prințul Akihito a avut-o ca profesoară de engleză și maniere occidentale pe Elizabeth Gray Vining.
A studiat la Departamentul de Științe Politice de la Univeristatea Gakushuin din Tokyo deși niciodată nu a primit o diplomă. Cu toate că era moștenitor al Tronului Crizantemelor din momentul nașterii, investitura formală de Prinț Moștenitor a avut loc la Palatul Imperial la 10 noiembrie 1952. În iunie 1953, Prințul Moștenitor Akihito a reprezentat Japonia la încoronarea reginei Elisabeta a II-a.
La 10 aprilie 1959 s-a căsătorit cu Michiko Shōda, fiica cea mare a unui om de afaceri japonez, președintele companiei Nisshin. Împăratul și împărăteasa au împreună trei copii:
- Naruhito, Prințul Moștenitor al Japoniei (n. 23 februarie 1960)
- Prințul Akishino (n. 30 noiembrie 1965)
- Sayako Kuroda (n. 18 aprilie 1969).[2]

## Împărat al Japoniei

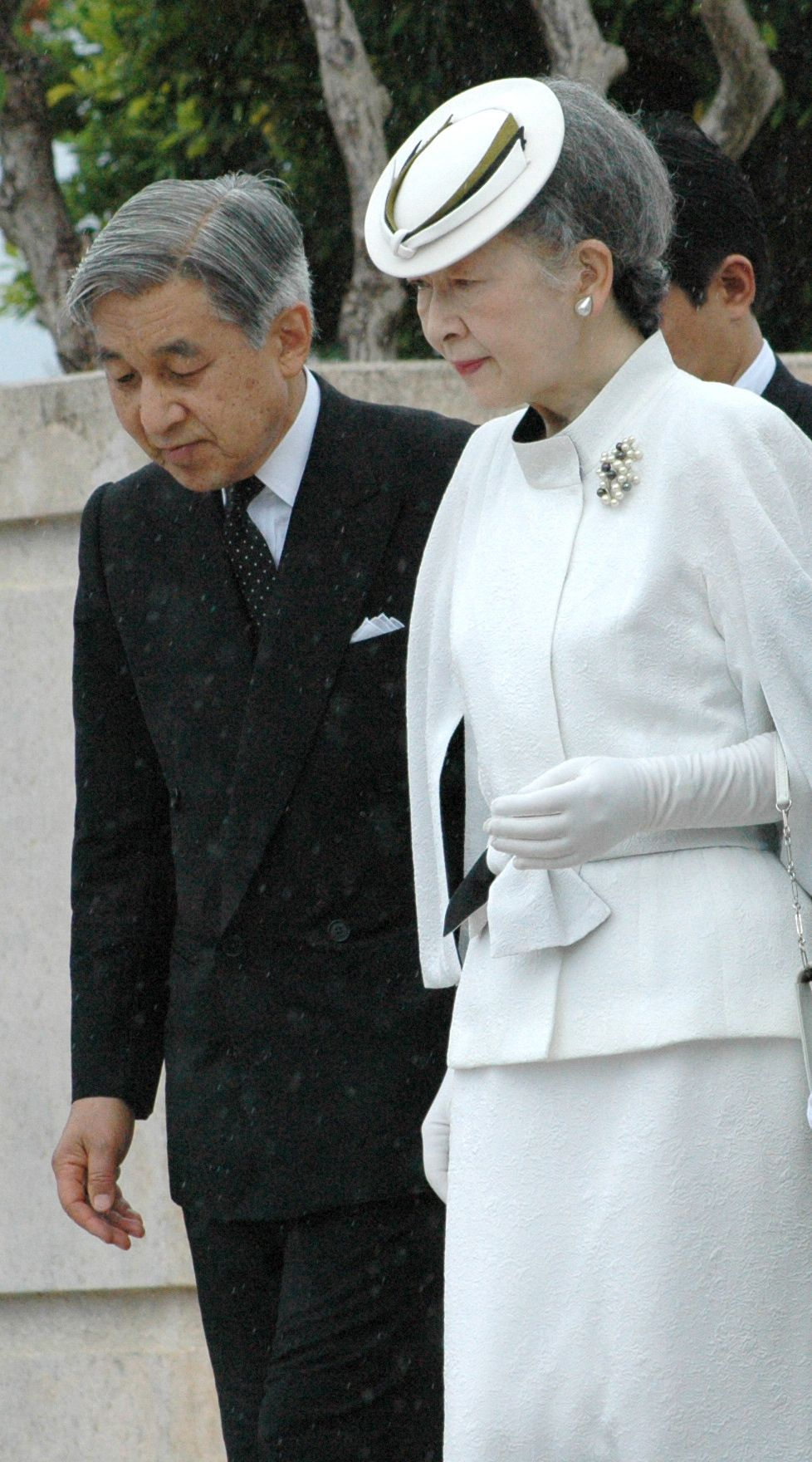
Împăratul Akihito și împărăteasa Michiko în 2005.

La moartea împăratului Shōwa, la 7 ianuarie 1989, Akihito i-a succedat tatălui său la tronul Japoniei. 
Împăratul Akihito a fost operat de cancer la prostată în ianuarie 2003.
Din momentul în care a succedat la tron, Împăratul Akihito a făcut eforturi de a apropia familia imperială de poporul japonez. Împăratul și Împărăteasa au făcut vizite oficiale în 18 țări, precum și în toate cele patruzeci și șapte prefecturi ale Japoniei.
În 1986, Akihito a fost primul membru al familie imperiale care a circulat cu metroul.. În 2009, cu ocazia celebrării a 20 de ani de la urcarea pe tron, împăratul a declarat că Japonia a intrat în Al Doilea Război Mondial împotriva dorinței tatălui său Hirohito.
Akihito a abdicat la 30 aprilie 2019.